# 万德方丹
万德方丹（法語：Vindefontaine，法語發音：[vɛ̃dfɔ̃tɛn]）是法国芒什省的一个旧市镇，属于瑟堡区。2016年，万德方丹与邻近的4个市镇并入市镇皮科维尔。

## 地理
万德方丹（49°20'17"N, 1°25'7"W）面积8.13 平方千米，位于法国诺曼底大区芒什省，该省份为法国西北部沿海省份，西、北、东北三面环大西洋，东起顺时针与卡爾瓦多斯省、奧恩省、马耶讷省和伊勒-维莱讷省接壤。
与万德方丹接壤的市镇（或旧市镇、城区）包括：夸尼、克雷特维尔、博图瓦地区莱穆瓦捷、普雷托-圣苏珊、瓦朗格贝克。

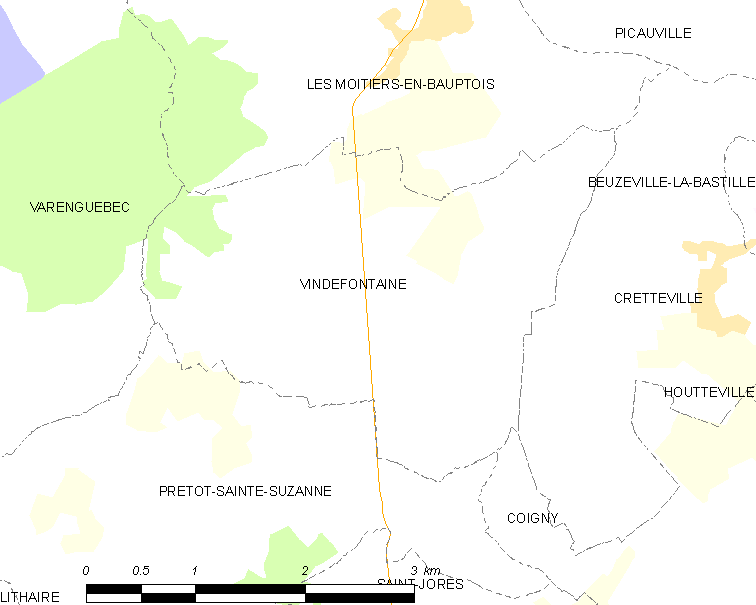
万德方丹的OSM定位图

万德方丹的时区为UTC+01:00、UTC+02:00（夏令时）。

## 行政
万德方丹的邮政编码为50250，INSEE市镇编码为50642。

## 政治
万德方丹所属的省级选区为卡朗唐莱马赖县。

## 人口

1962-2008年间万德方丹人口变化图示

万德方丹于2018年1月1日时的人口数量为313人。